# الضيافة التسع عشرية
الضيافة التسع عشريّة هي جلسات مجتمعية منتظمة، تحدث في اليوم الأول من كل شهر من التقويم البهائي (وغالبًا ما يفصل بينها تسعة عشر يومًا). تتكوّن كل جلسة من قسم روحاني وإداري واجتماعي. يمكن مقارنة الجزء الروحاني من الضيافة التسع عشريّة بقداس الأحد في المسيحية، أو صلاة الجمعة في الإسلام، أو صلاة السبت في اليهودية؛ ومع ذلك، لا يوجد في الدين البهائي رجال دين ولا يتم أداء صلاة الجماعة في هذه الاجتماعات.

## الهدف
ينظر البهائيون إلى الضيافة التسع عشريّة من الناحيتين العملية والروحانية. إنه اجتماع إداري، وفي نفس الوقت هو مناسبة روحانيّة تسمو بالروح، وبالتالي فإن لها هدفًا أساسيًّا في حياة الجامعة البهائية.
تعمل الضيافة التسع عشريّة على زيادة وحدة المجتمع، والارتقاء بأفراد المجتمع روحانيًا من خلال وجود قسم روحاني، حيث يتم مشاركة القراءات والأدعية من الكتابات البهائية المقدسة، وقسم اجتماعي حيث يمكن لأفراد المجتمع التواصل اجتماعيًا.
«أما الضيافة التسع عشريّة فهي تُفرح العقل والقلب. ان عقدت الضيافة التسع عشرية بشكل جيّد فانها ستكون سببًا للفرح والسرور وسيكسب الاحباء روحًا جديدة وقوى روحانية».
عبد البهاء مختار من كتابات عبد البهاء ص. 91 
والقسم الإداري يوفر فرصة للمجتمع لمشاركتهم بالأخبار، أو غيرها من الأمور التي تهم المجتمع، ويسمح بالتواصل والتشاور بين أفراد المجتمع والمحفل الروحاني المحلي.
«. . .ان الهدف الرئيسي للضيافة التسع عشرية هو اعطاء الفرصة للأحباء لتقديم اقتراحاتهم للمحفل الروحاني المحلي، الذي بدوره سيحوّل هذه الاقتراحات إلى المحفل المركزي. وبالتالي فان المحفل الروحاني المحلي هو القناة المناسبة التي تستطيع الجامعات البهائية المحلية الاتصال بالمحفل المركزي. . . .»
من رسالة مكتوبة نيابة عن شوقي أفندي إلى المحفل الروحاني المركزي للولايات المتحدة وكندا، 18 نوفمبر 1933
في حين أن حضور الضيافة التسع عشرية ليس إلزاميًا، إلا أنه يتم التأكيد على أهميته لأنه يسمح بالتشاور بين الأفراد والمجتمع والمحفل الروحاني المحلي، فضلاً عن زيادة أواصر الوحدة بين أفراد المجتمع.
«فيما يتعلق بالضيافة التسع عشرية، يرى حضرة شوقي أفندي أن المؤمنين يجب أن يشعروا بأهمية حضور هذه الجلسات التي تشكل، بالإضافة إلى أهميتها الروحية، وسيلة حيوية للحفاظ على الاتصال الوثيق والمستمر بين المؤمنين أنفسهم، وكذلك بينهم وبين المحفل الروحاني المحلي».
رسالة مكتوبة بالنيابة عن شوقي أفندي، ٢٢ ديسمبر ١٩٣٤

## أقسام الضيافة التسع عشرية
يجب أن تبدأ الضيافة، إذا أمكن، في اليوم الأول من الشهر الجديد من التقويم البهائي. يعتبر الحضور مسئولية روحية ولكنه ليس واجبا. يمكن أن يختلف أسلوب الاجتماع بين أي مجتمعين، ولكن يجب أن يكون لكل منهما نفس التنسيق - قسم روحاني، يتبعه قسم المشورة، تليها فقرة اجتماعية. غالبًا ما يتم تقديم الطعام، على الرغم من أن هذا ليس شرطًا.

### القسم الروحاني
يُنظر إلى القسم الروحاني على أنه وسيلة لرفع السمة التعبّدية للمجتمع، ووضع الأفراد في جو روحاني، من أجل الترقي الروحاني لكل فرد، ولكي تؤثر هذه الروح على مشاوراتهم في القسم الذي يليه. يتكون القسم الروحاني عادةً من تلاوة أدعية ومقتطفات من الكتابات البهائية. شجع شوقي أفندي على الفنون، وخاصة الموسيقى، في هذا الجزء.
...- خلال الجزء الروحاني من الضيافة التسع عشرية يمكن قراءة أي جزء من آثار حضرة الباب وحضرة بهاء الله وحضرة عبد البهاء وأيضا اقسام من الإنجيل المقدس والقرآن الكريم. . ."
من رسالة بيت العدل الأعظم إلى أيادي أمر الله، 25 أغسطس، 1965

### القسم الإداري
يتم تشجيع البهائيين على التشاور حول جميع الأمور المهمة، وتتيح الضيافة التسع عشرية فرصة للقيام بذلك. يقوم الأعضاء أيضًا بتعميم الأخبار أو الأحداث البارزة الأخرى التي تهم المجتمع. هذا الجزء هو أيضًا القناة الأساسية للتواصل بين المجتمع والمحفل الروحاني المحلي، وغالبًا ما يتم الرجوع إلى التوصيات إلى تلك الهيئة في العيد التاسع عشر.
خلال الجزء الإداري، يُطلب من البهائيين التشاور بطريقة محددة، تسمى المشورة البهائية، حيث يضع الناس جانبًا الأحكام المسبقة والمواقف الشخصية ويستكشفون الأمور قيد الاستشارة بشكل كامل.

### القسم الاجتماعي
عادة ما يكون القسم الاجتماعي من الضيافة مصحوبًا بضيافة ماديّة بسيطة. تقع على عاتق المضيف مسؤولية توفير شيء ما وتقديمه شخصيًا، حتى لو كان هذا ببساطة مجرد كوب من الماء.